# Suedehead (Morrissey)
Suedehead è un brano del cantante inglese Morrissey ed anche il suo singolo di debutto come artista solista.
Pubblicato il 15 febbraio del 1988 dalla HMV in Inghilterra e dalla EMI in Italia, il disco ebbe un ottimo riscontro commerciale, tanto da raggiungere la posizione numero 5 della Official Singles Chart, risultato mai ottenuto da nessuno dei singoli pubblicati in precedenza dal cantante con la sua ex band, The Smiths.
Il brano è contenuto anche nel primo album solista di Morrissey, intitolato Viva Hate ed uscito sempre nel 1988, oltre che nella successiva raccolta Bona Drag, del 1990.

## Realizzazione
Registrato presso gli studi Wool Hall di Bath e prodotto da Stephen Street, musicalmente il brano è basato su una linea melodica proveniente da uno dei numerosi provini strumentali arrangiati, per possibili b-sides, dal produttore stesso, nel periodo di lavorazione dell'album Strangeways, Here We Come, ultimo lavoro in studio degli Smiths.
La copertina ritrae una foto di Morrissey, scattata da Geri Caulfield, durante un concerto al Palladium di Londra, nel mese di ottobre del 1986. Sul vinile del 7" è incisa la frase: DREAMS...ARE JUST...DREAMS.
Il videoclip promozionale venne realizzato con immagini del cantante ripreso mentre si aggira, come un semplice turista con tanto di macchina fotografica, per le strade di Fairmount, nell'Indiana (Stati Uniti), la cittadina che ospitò James Dean durante la sua infanzia. Alcune immagini sono state girate davanti alla scuola frequentata dall'attore e al Park Cemetery, il cimitero cittadino dove Dean è sepolto.

## Testo
Varie voci, soprattutto da parte di chi voleva assolutamente leggere nelle righe del testo un elemento razzista, hanno spesso riportato la leggenda che titolo fosse stato ispirato dall'omonimo libro scritto da Richard Allen, che racconta le malefatte di un gruppo di giovani violenti e razzisti, avallando quindi l'ipotesi dell'equiparazione tra i termini suedehead e skinhead, come sinonimi di persona violenta. La circostanza è stata comunque più volte smentita, come ad esempio nel libro Morrissey: Scandal & Passion, in cui l'autore David Bret parla di "un'imprevista visita notturna da parte di una persona vicina al cantante" come vero tema del testo.  Intervistato dal giornalista Len Brown, nel febbraio 1988 per la rivista NME, il cantante racconta così la sua versione riguardo alla vera provenienza del titolo:
MOZ: No, l'avevo notato. La canzone ha qualcosa a che fare con il titolo? Beh, mi è accaduto di leggere il libro quando è uscito ed ero molto interessato a quello che Richard Allen ha scritto. Ma in realtà a me piaceva il termine Suedehead, proprio come parola.

LB: Così il titolo non è nemmeno basato su un episodio di "Suedehead" (il libro, ndr)?

MOZ: No, davvero.

LB: E non si tratta di qualcuno in particolare?

MOZ: Sì, lo è, ma preferisco non dare indirizzi e numeri di telefono stavolta.

LB: Secondo te suedeheads o skinhead sono bravi ragazzi?

MOZ: Non proprio. Non credo ci siano bravi ragazzi tra loro. C'è molto rancore ed odio in loro!

LB: E cosa è esattamente un Suedehead?

MOZ: Penso che sia una sorta di skinhead cresciuto. Ma cresciuto solo nel senso dei capelli, niente di più. Uno skinhead leggermente più morbido, non tipo un teppista di calcio, per esempio...quindi ovviamente molto meno interessante.»

## Tracce
- UK 7"

1. Suedehead - 3:54
2. I Know Very Well How I Got My Name - 2:01

- UK 12"

1. Suedehead - 3:54
2. I Know Very Well How I Got My Name - 2:01
3. Hairdresser on Fire - 3:49

- UK CDs

1. Suedehead - 3:54
2. I Know Very Well How I Got My Name - 2:01
3. Hairdresser on Fire - 3:49
4. Oh Well, I'll Never Learn - 2:00

## Formazione
- Morrissey – voce
- Stephen Street - basso, chitarra
- Vini Reilly - chitarra, tastiere
- Andrew Paresi - batteria, percussioni

## Ristampa del 2012
Un remix della canzone a cura della band americana Sparks è stata pubblicata per il Record Store Day del 2012. Si tratta di una modifica del remix originariamente pubblicato nel 2006 sulla compilation Future Retro.

### Tracce
1. Suedehead (Mael mix)
2. We'll Let You Know (live in London 1995)
3. Now My Heart Is Full (live in London 1995)